# フランチシェック・ウェンデ
フランチシェック・ウェンデ（František Wende、1904年6月3日 - 1968年）はチェコ北部en:Svoboda nad Úpou出身の元スキージャンプ選手、ノルディック複合選手。1920年代にチェコスロバキア代表として活躍した。

## プロフィール
ウェンデは桶職人の息子として生まれ、早くからスキーに興味を示した。
19歳で出場した、1924年のシャモニーオリンピックではスキージャンプ10位、翌年の地元開催となった
1925年ノルディックスキー世界選手権ではノルディック複合4位、スキージャンプで銅メダルを獲得した。
1927年ノルディックスキー世界選手権ではノルディック複合銅メダル獲得、スキージャンプで5位となった。
1928年サンモリッツオリンピックでは複合にエントリーしたものの棄権した。
チェコスロバキアの国内選手権でも優勝経験がある。
現役引退後は冬にはw:en:Špindlerův Mlýnでスキーの、夏にはŠpindlerův Mlýnやw:en: Janské Lázněでテニスのインストラクターを営んだ。のちに西ドイツ、ニーダーザクセン州ゴスラー郡Bad Harzburgに移り住んだ。
1968年死去。